# Zbiornik Alto Rabagão
Zbiornik Alto Rabagão (port. Albufeira do Alto Rabagão) – zbiornik zaporowy w północnej Portugalii. Powstał na skutek przegrodzenia rzeki Rabagão zaporą Alto Rabagão. Drugi co do pojemności sztuczny zbiornik wodny w Portugalii (po zbiorniku Alqueva).

## Historia
Zbiornik powstawał w latach 1958–1964 wraz z budową zapory. Wody zbiornika całkowicie lub częściowo zatopiły kilka wsi i szereg stanowisk archeologicznych o dużej wartości historycznej.

## Charakterystyka
Zbiornik ma powierzchnię ok. 2200 ha. Obszar basenu hydrograficznego powyżej zapory wynosi 210 km². Roczne opady na terenie basenu wynoszą ok. 1500 mm.
Maksymalny roboczy poziom piętrzenia wody w zbiorniku wynosi 880,00 m n.p.m. Powierzchnia zbiornika wynosi wówczas 2212 ha, a objętość wody w nim 569 mln m³. Kota poziomu powodziowego to 880,10 m n.p.m. Z kolei minimalny poziom eksploatacji wynosi 829,00 m n.p.m. Objętość wody zgromadzonej w zbiorniku wynosi wówczas ok. 11 mln m³. Daje to pojemność użytkową na poziomie ok. 558 mln m³.
Tak duża pojemność użytkowa daje możliwość magazynowania dużych ilości wody w okresach mokrych i oddawania jej w okresach suchych. Pozwala to na regulację przepływów poniżej zapory nie tylko w ciągu roku, ale nawet w okresach kilkuletnich. Drugim celem istnienia zbiornika jest zapewnienie odpowiedniej ilości wody dla związanej z nim elektrowni szczytowo-pompowej, usytuowanej ok. 130 m poniżej zbiornika. Odwracalne zespoły turbinowo-pompowe elektrowni w okresach nadmiaru mocy przepompowują wodę ze zbiornika Venda Nova, znajdującego się bezpośrednio poniżej elektrowni z powrotem do zbiornika Alto Rabagão.
Najniższy od uruchomienia zapory stan wody w zbiorniku zarejestrowano w lutym 2022 r. Był on niższy od maksymalnego o 34 m. Na skutek suszy objętość wody w zbiorniku spadła do 20% górnego stanu roboczego.

## Wykorzystanie zbiornika
Ze względu na stromość zboczy oraz duże wahania stanu wody zbiornik nie ma znaczenia rekreacyjnego.
Na zbiorniku dozwolony jest sportowy połów ryb. Łowi się w nim głównie pstrąga, brzanę, jazia i lokalny gatunek świnki (niezbędne wykupienie dziennego pozwolenia).